# Sendadiano
Sendadiano es un concejo del municipio de Cuartango, en la provincia de Álava, España.

## Geografía
El concejo está bañado por el río Bayas.

## Historia
Hacia mediados del siglo XIX, el lugar, por entonces cabeza del ayuntamiento de Cuartango, tenía contabilizada una población de 89 habitantes. Aparece descrito en el decimocuarto volumen del Diccionario geográfico-estadístico-histórico de España y sus posesiones de Ultramar de Pascual Madoz con las siguientes palabras:

SENDADIANO: l. y cab. del ayunt. de Cuartango, en la prov. de Alava (á Vitoria 4 leg.), part. jud. de Añana (3), aud. terr. de Búrgos (20), c. g. de las Provincias Vascongadas, dióc. de Calahorra (21). sit. sobre una pequeña colina en la márg. der. del r. Bayas; clima templado; reinan los vientos N. y S., y se padecen fiebres catarrales. Tiene 18 casas; sala consistorial de propiedad particular y alquilada por el ayunt.; escuela de primera educacion para ambos sexos, frecuentada por 40 alumnos y dotada con 400 rs.; igl. parr. (San Martin) servida por un beneficiado, y en las afueras un paseo con grandes árboles titulado el Prado, y abundancia de fuentes de aguas de muy buena calidad. El térm. se estiende de N. á S. 1 leg. y de E. á O. 1 1/2, y confina: N. Anda, Andagoya y Catadiano; E. Echavarri; S. Jócano, y O. Marinda; comprendiendo dentro de su circunferencia los montes de Bargoriaga, Ostegui, Los Rios, Yarto, Guibijo, Cruziaga y Ulanguito, poblados de pinos, hayas, robles, enebros, espinos, brezos y zarzas, y una alameda en la orilla del r. El terreno es de mediana calidad; le atraviesa el r. Bayas y varios arroyos que confluyen en este r., el cual tiene un puente. caminos: los que conducen á los pueblos comarcanos, en mal estado. El correo se recibe de Orduña dos veces á la semana. prod.: trigo, cebada, avena, maiz, lino, patatas, legumbres, hortalizas y frutas; cria de ganado vacuno, caballar, lanar y de cerda; caza de jabalíes, zorras, liebres, perdices y otras aves; pesca de truchas, anguilas, barbos, loinas y cangrejos. ind.: ademas de la agricultura y ganaderia, hay un molino harinero con dos piedras. pobl.: 13 vec., 89 alm. contr.: (V. Alava, intendencia).
(Madoz, 1849, p. 169)

En 2022, tenía empadronados veinte habitantes.

## Demografía
| Gráfica de evolución demográfica de Sendadiano entre 2000 y 2017 |
|                                                                  |
| Población de derecho según los censos de población del INE.      |

## Patrimonio
Hay en el concejo una iglesia de San Martín.